# حارة دهمان (الثورة)
حارة حارة دهمان هي إحدى حارات حي الثورة بمديرية الثورة إحد مديريات العاصمة اليمنية صنعاء، بلغ تعداد سكانها 2210 نسمة حسب تعداد اليمن لعام 2004.